# Джило
Джило — третья по высоте гора в Турции (4116 м). Расположена в Восточном Тавре в районе Юксекова в провинции Хаккяри. Джило является частью горного хребта Джило протяженностью 30 км. Вершина Улудорук (4135 м), расположенная в непосредственной близости (4 км), является второй по высоте горой в Турции.
В 1984 году этот район был закрыт для гражданских лиц. Только в 2002 году команде альпинистов позволили снова совершить восхождение на гору Джило.